# Lü Fengding
Lü Fengding är en kinesisk politiker och diplomat som tjänstgjorde som Folkrepubliken Kinas ambassadör i Sverige åren 2004–2008.
Han hade ansvaret för en rad viktiga händelser i de svensk-kinesiska förbindelserna. I februari 2005 invigde han Konfuciusinstitutet vid Stockholms universitet. Han hade också ansvar för som Hu Jintaos statsbesök 2007 och stödde Ostindiefararen Götheborgs seglats till Kina 2005–2007.  Han var också engagerad i Fanerduns satsning i Kalmar och invigde China Europe Business & Exhibition Center i september 2007.
2007 försökte ambassaden enligt pressrapporter påverka den moderate riksdagsmannen Göran Lindblad att inte hålla ett tal i Bryssel till stöd för demokrati i Kina.
Wang är sedan 2008 ledamot av Kinesiska folkets politiskt rådgivande konferens.